# 河井護
河井 護（かわい まもる（本名：下林山 守）、 1966年5月28日 - ）は、千葉県生まれの元俳優。元パシフィックボイス所属。

## 来歴・人物
1984年、高校2年生の時にNHK『だから青春〜泣き虫甲子園』で俳優デビュー。以後、ドラマ・映画などで活躍。
1992年から1993年に放送された、『特捜エクシードラフト』の村岡耕作 / ドラフトブルース 役として出演し、知名度を上げた。
趣味は、読書、映画鑑賞。特技は、釣り、料理、ものまね。

## 出演

### テレビドラマ
- だから青春 泣き虫甲子園（1983年）
- ヤンヤン歌うスタジオ（1985年）[1]
- ザ・スクールコップ 夏休みの事件簿編（1988年）[1]
- 花のあすか組! 第7話（1988年） - ヒロシ 役 [1]
- メタルヒーローシリーズ
  - 特捜エクシードラフト（1992年） - 村岡耕作 / ドラフトブルース 役[2]
  - 特捜ロボジャンパーソン（1993年）荘伸鐵所の従業員 役
- ベストフレンド（1995年）
- 徳川慶喜（1998年）
- 身辺警護 (テレビドラマ)（火曜サスペンス劇場）（1999年、日本テレビ）[1]
- 松本清張特別企画 「強き蟻」（2006年、テレビ東京） - 不動産屋 役
- 李香蘭（2007年）
- 猪熊夫婦の駐在日誌（水曜ミステリー9）（2007年）
- 人間動物園（2009年）
- ゴッドハンド輝 第5話・最終話（2009年5月9日・16日、TBS）

### 映画
- パンツの穴（監督：鈴木則文、1984年）
- スケバン刑事（監督：田中秀夫、1987年）
- ラブストーリーを君に（監督：澤井信一郎、1988年）
- 冬物語（監督：倉内均、1989年）
- さまよえる脳髄（監督：萩庭貞明、1993年）
- ワル（監督：中田信一郎、1994年）
- ありがとう　お父さん（監督：平井啓夫、1998年）
- LUCKY LODESTONE（監督：高橋ジョージ、1999年）
- 餌食（監督：桑原昌英、2000年）
- コワイ女〜うけつぐもの〜（監督：豊島圭介、2005年） - 北村功一 役

### CM
- アサヒスーパードライ（2008年）